# Mistrzostwa świata w saneczkarstwie na torach naturalnych
Mistrzostwa świata w saneczkarstwie na torach naturalnych to najważniejsze zawody saneczkarzy rywalizujących na naturalnych torach. Mistrzostwa po raz pierwszy odbyły się w 1979 roku, a gospodarzem była austriacka miejscowość Inzing. Organizatorem mistrzostw jest Międzynarodowa Federacja Saneczkarska (FIL).
W dotychczasowych edycjach mistrzostw medale zdobywali tylko zawodnicy sześciu państw: Włoch, Austrii, Rosji (wcześniej ZSRR i WNP oraz RFSS), Polski, Słowenii i Niemiec.

## Edycje
| Lp. | Rok  | Miasto            | Państwo    |
| --- | ---- | ----------------- | ---------- |
| 1.  | 1979 | Inzing            | Austria    |
| 2.  | 1980 | Moso in Passiria  | Włochy     |
| 3.  | 1982 | Feld am See       | Austria    |
| 4.  | 1984 | Kreuth            | RFN        |
| 5.  | 1986 | Fénis-Aosta       | Włochy     |
| 6.  | 1988 | Montreux          | Szwajcaria |
| 7.  | 1990 | Valle di Casies   | Włochy     |
| 8.  | 1992 | Bad Goisern       | Austria    |
| 9.  | 1994 | Valle di Casies   | Włochy     |
| 10. | 1996 | Oberperfuss       | Austria    |
| 11. | 1998 | Rautavaara        | Finlandia  |
| 12. | 2000 | Olang             | Włochy     |
| 13. | 2001 | Stein an der Enns | Austria    |
| 14. | 2003 | Železniki         | Słowenia   |
| 15. | 2005 | Latsch            | Włochy     |
| 16. | 2007 | Grande Prairie    | Kanada     |
| 17. | 2009 | Moso in Passiria  | Włochy     |
| 18. | 2011 | Umhausen          | Austria    |
| 19. | 2013 | Deutschnofen      | Włochy     |
| 20. | 2015 | Sankt Sebastian   | Austria    |
| 21. | 2017 | Watra Dorna       | Rumunia    |
| 22. | 2019 | Latzfons          | Włochy     |
| 23. | 2021 | Umhausen          | Austria    |
| 24. | 2023 | Deutschnofen      | Włochy     |
| 25. | 2025 | Kühtai            | Austria    |

- Mistrzostwa Świata w 1988 roku w Montreux zostały odwołane

## Tabela medalowa
Stan po MŚ 2025
| Miejsce | Kraj     | Złoto | Srebro | Brąz | Razem |
| ------- | -------- | ----- | ------ | ---- | ----- |
| 1       | Włochy   | 50    | 40     | 37   | 127   |
| 2       | Austria  | 24    | 32     | 30   | 86    |
| 3       | Rosja    | 9     | 12     | 8    | 29    |
| 4       | Polska   | 0     | 0      | 4    | 4     |
| 5       | Niemcy   | 0     | 0      | 2    | 2     |
| 6       | Słowenia | 0     | 0      | 1    | 1     |

## Medaliści

### Kobiety

#### jedynki
| Rok  | Złoto                    | Srebro                   | Brąz                |
| ---- | ------------------------ | ------------------------ | ------------------- |
| 1979 | Delia Vaudan             | Ingrid Zameter           | Roswitha Fischer    |
| 1980 | Delia Vaudan             | Christa Fontana          | Roswitha Fischer    |
| 1982 | Herta Hefner             | Hilde Fuchs              | Paula Peintner      |
| 1984 | Delia Vaudan             | Paula Peintner           | Irmgard Lanthaler   |
| 1986 | Irmgard Lanthaler        | Delia Vaudan             | Helga Pichler       |
| 1990 | Jeanette Koppensteiner   | Irene Koch               | Lubow Paniutina     |
| 1992 | Lubow Paniutina          | Elvira Holzknecht        | Irene Koch          |
| 1994 | Beatrix Mahlknecht       | Irene Zechner            | Doris Hasselrieder  |
| 1996 | Irene Zechner            | Elvira Holzknecht        | Sandra Mariner      |
| 1998 | Lubow Paniutina          | Christa Gietl            | Sonja Steinacher    |
| 2000 | Jekatierina Ławrientjewa | Sonja Steinacher         | Elvira Holzknecht   |
| 2001 | Sonja Steinacher         | Renate Gietl             | Sandra Mariner      |
| 2003 | Sonja Steinacher         | Jekatierina Ławrientjewa | Irene Mitterstieler |
| 2005 | Jekatierina Ławrientjewa | Barbara Abart            | Renate Gietl        |
| 2007 | Jekatierina Ławrientjewa | Julija Wietłowa          | Melanie Batkowski   |
| 2009 | Renate Gietl             | Jekatierina Ławrientjewa | Renate Kasslatter   |
| 2011 | Renate Gietl             | Jekatierina Ławrientjewa | Melanie Schwarz     |
| 2013 | Jekatierina Ławrientjewa | Melanie Schwarz          | Evelin Lanthaler    |
| 2015 | Evelin Lanthaler         | Jekatierina Ławrientjewa | Greta Pinggera      |
| 2017 | Greta Pinggera           | Evelin Lanthaler         | Tina Unterberger    |
| 2019 | Evelin Lanthaler         | Greta Pinggera           | Tina Unterberger    |
| 2021 | Evelin Lanthaler         | Jekatierina Ławrientjewa | Tina Unterberger    |
| 2023 | Evelin Lanthaler         | Greta Pinggera           | Tina Unterberger    |
| 2025 | Evelin Lanthaler         | Riccarda Rütz            | Jenny Castiglioni   |

### Mężczyźni

#### jedynki
| Rok  | Złoto               | Srebro                          | Brąz                 |
| ---- | ------------------- | ------------------------------- | -------------------- |
| 1979 | Werner Prantl       | Damiano Lugon                   | Erich Graber         |
| 1980 | Erich Graber        | Damiano Lugon                   | Otto Bachmann        |
| 1982 | Gerhard Pircher     | Otto Bachmann                   | Werner Prantl        |
| 1984 | Alfred Kogler       | Giuseppe Cerise                 | Willi Danklmaier     |
| 1986 | Gerhard Pilz        | Damiano Lugon                   | Harald Steinhauser   |
| 1990 | Gerhard Pilz        | Corrado Hérin                   | Harald Steinhauser   |
| 1992 | Gerhard Pilz        | Willi Danklmaier                | Franz Obrist         |
| 1994 | Gerhard Pilz        | Franz Obrist                    | Erhard Mahlknecht    |
| 1996 | Gerhard Pilz        | Anton Blasbichler               | Franz Obrist         |
| 1998 | Reinhard Gruber     | Martin Gruber Anton Blasbichler |                      |
| 2000 | Gerald Kallan       | Gerhard Pilz                    | Anton Blasbichler    |
| 2001 | Anton Blasbichler   | Ferdinand Hirzegger             | Gerhard Pilz         |
| 2003 | Robert Batkowski    | Gerhard Pilz                    | Gerald Kallan        |
| 2005 | Anton Blasbichler   | Andreas Castiglioni             | Patrick Pigneter     |
| 2007 | Gernot Schwab       | Gerhard Pilz                    | Patrick Pigneter     |
| 2009 | Patrick Pigneter    | Thomas Kammerlander             | Thomas Schopf        |
| 2011 | Gerald Kammerlander | Robert Batkowski                | Patrick Pigneter     |
| 2013 | Patrick Pigneter    | Thomas Schopf                   | Alex Gruber          |
| 2015 | Patrick Pigneter    | Alex Gruber                     | Floria Breitenberger |
| 2017 | Alex Gruber         | Jurij Talikh                    | Thomas Kammerlander  |
| 2019 | Alex Gruber         | Thomas Kammerlander             | Michael Scheikl      |
| 2021 | Thomas Kammerlander | Alex Gruber                     | Patrick Pigneter     |
| 2023 | Alex Gruber         | Michael Scheikl                 | Thomas Kammerlander  |
| 2025 | Michael Scheikl     | Daniel Gruber                   | Patrick Pigneter     |

#### dwójki
| Rok  | Złoto                                | Srebro                               | Brąz                                      |
| ---- | ------------------------------------ | ------------------------------------ | ----------------------------------------- |
| 1979 | Damiano Lugon Andrea Millet          | Werner Mücke Helmut Hutter           | Werner Prantl Florian Prantl              |
| 1980 | Oswald Pornbacher Raimund Pigneter   | Martin Jud Harald Steinhauser        | Werner Mücke Helmut Hutter                |
| 1982 | Andreas Jud Ernst Oberhammer         | Alfred Kogler Franz Huber            | Werner Prantl Florian Prantl              |
| 1984 | Andreas Jud Ernst Oberhammer         | Martin Jud Harald Steinhauser        | Alfred Kogler Franz Huber                 |
| 1986 | Almir Bentemps Corrado Hérin         | Andreas Jud Ernst Oberhammer         | Arnold Lunger Gunther Steinhauser         |
| 1990 | Andreas Jud Hannes Pichler           | Almir Bentemps Corrado Hérin         | Walter Mauracher Georg Eberhardter        |
| 1992 | Almir Bentemps Corrado Hérin         | Roland Wolf Stefan Kögler            | Michael Bischofer Herbert Kögl            |
| 1994 | Manfred Graber Gunther Steinhauser   | Jurgen Pezzi Christian Hafner        | Roland Niedermair Hubert Burger           |
| 1996 | Reinhard Beer Herbert Kögl           | Andi Ruetz Helmut Ruetz              | Martin Psenner Arthur Konig               |
| 1998 | Andi Ruetz Helmut Ruetz              | Manfred Graber Hubert Burger         | Reinhard Beer Herbert Kögl                |
| 2000 | Armin Mair David Mair                | Reinhard Beer Herbert Kögl           | Andrzej Laszczak Damian Waniczek          |
| 2001 | Wolfgang Schopf Andreas Schopf       | Armin Mair David Mair                | Peter Lechner Peter Braunegger            |
| 2003 | Wolfgang Schopf Andreas Schopf       | Paweł Porszniew Iwan Łazariew        | Harald Kleinhoffer Gerhard Mühlbacher     |
| 2005 | Paweł Porszniew Iwan Łazariew        | Armin Mair Johannes Hofer            | Andrzej Laszczak Damian Waniczek          |
| 2007 | Paweł Porschniew Iwan Łazariew       | Aleksander Jegorow Piotr Popow       | Christian Schatz Gerhard Mühlbacher       |
| 2009 | Patrick Pigneter Florian Clara       | Christian Schopf Andreas Schopf      | Andrzej Laszczak Damian Waniczek          |
| 2011 | Paweł Porschniew Iwan Łazariew       | Patrick Pigneter Florian Clara       | Andrzej Laszczak Damian Waniczek          |
| 2013 | Patrick Pigneter Florian Clara       | Christian Schopf Andreas Schopf      | Thomas Schopf Andreas Schöpf              |
| 2015 | Patrick Pigneter Florian Clara       | Rupert Brüggler Tobias Angerer       | Paweł Porszniew Iwan Łazariew             |
| 2017 | Rupert Brüggler Tobias Angerer       | Patrick Pigneter Florian Clara       | Aleksiej Martianow Iwan Rodin             |
| 2019 | Patrick Pigneter Florian Clara       | Paweł Porszniew Iwan Łazariew        | Patrick Lambacher Matthias Lambacher      |
| 2021 | Patrick Pigneter Florian Clara       | Patrick Lambacher Matthias Lambacher | Christopf Regensburger Dominik Holzknecht |
| 2023 | Patrick Lambacher Matthias Lambacher | Patrick Pigneter Florian Clara       | Matevs Vertelj Vid Kralj                  |
| 2025 | Matthias Lambacher Peter Lambacher   | Maximilian Pichler Nico Edlinger     | Tobias Paur Andreas Hofer                 |

### Drużynowo
| Rok  | Złoto                                                                               | Srebro                                                                                    | Brąz                                                                              |
| ---- | ----------------------------------------------------------------------------------- | ----------------------------------------------------------------------------------------- | --------------------------------------------------------------------------------- |
| 2001 | Włochy · Sonja Steinbacher · Anton Blasbichler · Armin Mair · David Mair            | Austria · Marlies Wagner · Gerhard Pilz · Peter Lechner · Peter Braunegger                | Włochy · Renate Gietl · Martin Gruber · Thomas Graf · Michael Graf                |
| 2003 | Zawody odwołane                                                                     | Zawody odwołane                                                                           | Zawody odwołane                                                                   |
| 2005 | Austria · Melanie Batkowski · Robert Batkowski · Reinhard Beer · Herbert Kögl       | Rosja · Jekatierina Ławrientjewa · Aleksiej Lebiediew · Paweł Porszniew · Iwan Łazariew   | Włochy · Renate Gietl · Anton Blasbichler · Armin Mair · Johannes Hofer           |
| 2007 | Austria · Melanie Batkowski · Gernot Schwab · Christian Schatz · Gerhard Mühlbacher | Włochy · Renate Gietl · Patrick Pigneter · Patrick Pigneter · Florian Clara               | Austria · Marlies Wagner · Gerald Kammerlander · Reinhard Beer · Herbert Kögl     |
| 2009 | Włochy · Renate Gietl · Anton Blasbichler · Patrick Pigneter · Florian Clara        | Austria · Melanie Batkowski · Thomas Schopf · Christian Schopf · Andreas Schopf           | Rosja · Jekatierina Ławrientjewa · Paweł Porszniew · Iwan Łazariew                |
| 2011 | Włochy · Renate Gietl · Anton Blasbichler · Patrick Pigneter · Florian Clara        | Austria · Melanie Batkowski · Gerald Kammerlander · Christian Schatz · Gerhard Mühlbacher | Rosja · Jekatierina Ławrientjewa · Jurij Tałych · Paweł Porszniew · Iwan Łazariew |
| 2013 | Włochy · Melanie Schwarz · Alex Gruber · Patrick Pigneter · Florian Clara           | Rosja · Jekatierina Ławrientjewa · Stanisław Kowszyk · Paweł Porszniew · Iwan Łazariew    | Włochy · Evelin Lanthaler · Florian Breitenberger · Hannes Clara · Stefan Gruber  |
| 2015 | Zawody odwołane                                                                     | Zawody odwołane                                                                           | Zawody odwołane                                                                   |
| 2017 | Austria · Tina Unterberger · Thomas Kammerlander · Rupert Brüggler · Tobias Angerer | Włochy · Greta Pinggera · Alex Gruber · Patrick Pigneter · Florian Clara                  | Rosja · Swietłana Zarawina · Jurij Tałych · Aleksiej Martianow · Iwan Rodin       |
| 2019 | Włochy · Evelin Lanthaler · Patrick Pigneter · Alex Gruber                          | Austria · Tina Unterberger · Michael Scheikl · Thomas Kammerlander                        | Rosja · Jekatierina Ławrientjewa · Stanisław Kowszik · Jurij Tałych               |
| 2021 | Włochy · Evelin Lanthaler · Alex Gruber                                             | Austria · Tina Unterberger · Thomas Kammerlander                                          | RFSS Jekatierina Ławrientjewa Aleksandr Jegorow                                   |
| 2023 | Włochy · Evelin Lanthaler · Alex Gruber                                             | Austria · Tina Unterberger · Michael Scheikl                                              | Niemcy · Lisa Walch · Vincent Streit                                              |
| 2025 | Włochy · Evelin Lanthaler · Daniel Gruber                                           | Austria · Riccarda Rütz · Michael Scheikl                                                 | Niemcy · Lisa Walch · Simon Dietz                                                 |